# Дедакович, Миле
Миле Дедакович (хорв. Mile Dedaković, родился 4 июля 1951 в Нийемцах) — бригадир вооружённых сил Хорватии, известный под позывным «Ястреб» (хорв. Jastreb). Командовал 204-й Вуковарской бригадой, руководил обороной Вуковара в 1991 году во время войны в Хорватии.

## Биография
Уроженец деревни Нийемцы (Срем, Восточная Хорватия). Окончил Военно-воздушную академию Югославской народной армии и Офицерскую академию, дослужился до звания подполковника Югославской народной армии в 1990 году. После начала распада Югославии он участвовал в образовании Национальной гвардии Хорватии летом 1991 года. По причине недостатка квалифицированного офицерского состава в армии Дедакович был назначен командиром одной из бригад в Вуковаре — городе родной для него Восточной Хорватии, который осаждался сербами.
1 сентября 1991 Дедакович возглавил гарнизон Вуковара после отставки Марина Видича и также стал командиром только что сформированной 204-й Вуковарской бригады, насчитывавшей 1803 человека, которая отвечала за оборону пригородов Вуковара и города Илок. Тогда же Дедакович получил позывной «Ястреб» (хорв. Jastreb). Миле занимался организацией круговой обороны города, поделив его на сектора.
Миле Дедакович командовал бригадой на первых стадиях сражения за Вуковар, и в те дни ход сражения складывался не в пользу хорватов: несмотря на то, что хорватам удалось сковать силы Югославской народной армии и укомплектовать вооружением ряд подразделений Национальной гвардии Хорватии (число бригад выросло с 20 в конце августа 1991 года до 60 к концу ноября), у хорватов не было бронетехники, а гарнизон получал не более одной десятой от того, что требовалось. Многочисленные обращения Дедаковича к президенту Хорватии Франьо Туджману с просьбой выслать бронетанковые подкрепления оставались без ответов. На помощь к гарнизону подошёл 9-й батальон Хорватских оборонительных сил «Рафаэль Бобан» численностью 300 человек, однако тем самым Дедакович поставил под удар свою репутацию, связавшись с радикальным крылом хорватских националистов. 1 октября 1991 хорватами было взято село Маринци, и Дедакович прорвался из Вуковара в Винковцы через линию обороны ЮНА, уступив пост коменданта Бранко Борковичу.
К середине октября Дедакович был назначен одним из участников операции по деблокаде Вуковара, отрезанного от остальной Хорватии. Блокада началась после успешного наступления хорватов под Маринцами, но операцию остановил лично Туджман своим приказом под давлением Европейского Союза, требовавшего прекратить огонь. 252-я танковая бригада ЮНА вернула 14 октября под свой контроль все территории, занятые хорватами, а 18 ноября 1991 Вуковар всё-таки пал. Дедакович и Боркович осудили решение хорватских властей, после чего были объявлены преступниками и 22 ноября 1991 вместе с Доброславом Парагой арестованы полицией. Газета Slobodni tjednik опубликовала запись телефонных переговоров Дедаковича и Туджмана, в котором Дедакович тщетно просил президента выслать подкрепления, что вызвало массовое недоверие общественности к властям, которые фактически сдали город. Дедакович был отправлен под суд со всем руководством Хорватской партии права по ложному обвинению в подготовке теракта на Банских дворах, но был оправдан.
После освобождения Дедакович был назначен инспектором Хорватской армии как представитель Хорватских оборонительных сил. После гибели Блажа Кралевича Дедакович занимался процессом мирного урегулирования конфликта между ХОС и хорватскими войсками. В 1996 году им была опубликована книга «Битва за Вуковар», написанная вместе с радиоведущей Аленкой Миркович-Надь. В ноябре 2005 года Дедакович вместе с министром обороны Бериславом Рончевичем занимался сбором всех документов 204-й Вуковарской бригады времён войны, а 25 сентября 2006 во время празднования годовщиной образования 204-й бригады был удостоен торжественного приёма в Вуковаре перед верховным главнокомандующим, президентом Степаном Месичем.